# Finn Harps
Der Finn Harps Football Club (irisch Cumann Peile Chláirsigh na Finne) ist ein irischer Fußballverein aus der Stadt Ballybofey (am namensgebenden River Finn) in der irischen Grafschaft Donegal. Die Finn Harps wurden 1954 gegründet und spielen seit 1969 ununterbrochen in der League of Ireland. 2017 stieg der Verein zum fünften Mal in seiner Vereinsgeschichte in die zweitklassige League of Ireland First Division ab.

## Geschichte

### Gründung
Die Harps wurden 1954 als Juniorenverein gegründet, die ersten Jahre spielten sie in unterklassigen Ligen. Der Name des Klubs geht zum einen auf den Fluss Finn, der durch Ballybofey fließt, und zum anderen auf ein traditionelles irisches Symbol, die Harfe, zurück. In der Saison 1968/69 wurden sie irlandweit bekannt, als sie den FAI Junior Cup, den irischen Pokal für Mannschaften der unteren Spielklassen gewannen und dadurch im Intermediate Cup, dem mittleren irischen Pokal, antreten durften.
Nach dem Ausscheiden im Pokal entschieden die Verantwortlichen Fran Fields und Patsy McGowan, sich für die League of Ireland zu bewerben. Sie wurden zur Saison 1969/70 aufgenommen und verloren ihr erstes Spiel gegen die Shamrock Rovers mit 2:10, so dass sofort ihr Verbleib in der Liga in Frage stand.

### 1970er Jahre: Ein Jahrzehnt der Dominanz
Die Harps konnten sich jedoch in den 1970er Jahren schnell als einer der besseren Clubs der Liga etablieren. Sie beendeten jede Saison der 70er Jahre in der oberen Tabellenhälfte. Dabei konnten sie sich dreimal für den UEFA-Pokal qualifizieren, scheiterten jedoch stets in der ersten Runde. In der Saison 1971/72 gewann der Verein seinen ersten Titel, den Dublin City Cup. Das entscheidende Tor gegen die Cork Hibernians schoss Brendan Bradley. Er ist eine Vereinslegende der Harps und dem Rekordtorschütze der irischen Liga. Allgemein wurde der Verein national für seinen attraktiven und offensiven Fußballstil respektiert.
Der größte Erfolg der Vereinsgeschichte ereignete sich 1974. Mit einem 2:1 im Finale gegen St Patrick’s Athletic gewannen die Finn Harps den irischen Pokal. Durch diesen Erfolg waren sie in der folgenden Saison 1974/75 für den Europapokal der Pokalsieger qualifiziert. Doch auch hier scheiterte man in der 1. Runde gegen den türkischen Pokalsieger Bursaspor. Zudem standen sie 1974 und auch 1975, wenn auch letztlich erfolglos, im Finale des Ligapokals der League of Ireland.

### Der langsame Verfall
In den 1980er-Jahren folgte der langsame Verfall des Clubs. Ein FAI-Cup-Halbfinale 1981, eine Niederlage im Ligapokalfinale 1985 und eine Finalniederlage der League of Ireland First Division Shield gegen Kilkenny City (damals: EMFA) waren die Höhepunkte des Jahrzehnts für sie, und 1985 wurde der Klub, bei der Teilung der Liga, in die niedrigere First Division gestuft. Daraufhin fand eine Reihe von Veränderungen in der Geschäftsführung statt. Diese sollten den Verein an die Erfolge aus dem letzten Jahrzehnt anknüpfen lassen. Jedoch hatte keine von diesen den gewünschten Effekt und die Harps konnten nicht in die Premier Division aufsteigen.

### 1992–2000: Eine Zeit des Wandels
Zu Beginn der Saison 1992/93 übernahm Patsy McGowan zum dritten Mal den Trainerposten des Vereins. In den folgenden drei Spielzeiten stand der Klub zweimal auf einem Play-off-Tabellenplatz für die Premier Division, konnte sich jedoch beide Male nicht durchsetzen. McGowan wurde vom Verein entlassen, bevor er sein Ziel, den Aufstieg, erreichen konnte. Trotzdem schaffte der Finn Harps F.C. am Ende der Saison 1995/96, nach elf Jahren der Zweitklassigkeit, den Aufstieg in die Erste Liga.
Im Sommer 1996 unterbreitete ein Unternehmen der Vereinsführung ein Angebot, die Kontrolle über den Club zu übernehmen. Dieses wurde jedoch abgelehnt, wodurch es zum Rücktritt des Trainers und einiger Vereinsverantwortlichen kam.
Charlie McGeever wurde zum neuen Trainer ernannt und obwohl die Zeit gegen ihn spielte, schaffte er es, bis zum Saisonbeginn 1996/97 einen Kader zusammenzustellen. Er schaffte es, mit seiner Mannschaft die Klasse zu halten. Außerhalb des Feldes stellten die verbleibenden Verantwortlichen den Verein als eine Genossenschaftsgesellschaft auf und verkauften Anteile an langjährige Unterstützer, um sicherzustellen, dass der Club im Besitz derjenigen war, die sich ihrer Meinung nach wirklich dafür sorgten. Zudem wurde ein langfristiger Plan für die Zukunft konzeptioniert. [2]
In der Saison 1998/99 belegten die Harps den vierten Platz in der Premier Division. Einen Punkt hinter dem Shelbourne FC auf dem dritten Platz und verpassten damit knapp die Qualifikation für den internationalen Wettbewerb. Außerdem erreichten sie das Finale des irischen Pokals, dass sie jedoch nach zwei Unentschieden im dritten Spiel gegen die Bray Wanderers verloren. Dennoch gilt diese Saison, als eine der besten der Vereinsgeschichte. Nach einem schlechten Start in die Saison 1999/00, bei dem es dem Club schaffte nur einen Punkt von möglichen 21 zu holen, trat Trainer Charlie McGeever zurück. Als sein Nachfolger wurde Gavin Dykes vorgestellt. Er schaffte es noch, die Klasse zu halten, aber der Verein war wegen finanzieller Schwierigkeiten und Schulden in Höhe von £ 280.000 gezwungen an die Börse zu gehen.

### Die 2000er: Eine Achterbahnfahrt
In der darauffolgenden Saison trat auch Dykes zurück, nach einer Serie von Niederlagen. Jonathan Speak, ein Liebling der Fans, nahm seinen Platz ein. Es wurden neue Finanzstrukturen eingerichtet sowie ein neu ernannter Spendensammlungsrat ernannt. Zusätzlich wurden zahlreiche Fanclubs im ganzen Land gegründet. Trotz einer Serie von 14 Partien ohne Niederlage und einer allgemein starken Rückrunde stiegen die Finn Harps am letzten Spieltag der Saison noch in die First Division ab. Damit stieg der Verein in der Saison 2001/02 nach fünf Jahren in der höchsten Spielklasse erstmals wieder ab.
Speaks erste komplette Saison endete mit dem zweiten Platz in der First Division hinter Drogheda United. Im Play-off für den Aufstieg verloren sie dann aber gegen Longford Town im Elfmeterschießen. In der folgenden Saison wurden die Harps Dritter. Das Playoff-Halbfinale gegen Galway United konnten sie ebenfalls nicht für sich entscheiden. Trotzdem schaffte es Speak, den größten Teil des Kaders zusammenzuhalten. Auch Kevin McHugh konnte trotz Interesses einiger Premier-Division-Klubs an dem Torschützenkönig gehalten werden. Er bildete zusammen mit dem englischen Stürmer Damien Whitehead eine der erfolgreichsten Partnerschaften der Vereinsgeschichte. Als Aufstiegsfavorit starteten die Harps in die Saison 2003. Sie legten einen guten Start hin, fielen aber auf den vierten Platz zurück, nachdem sie im September einen Monat lang nicht gewinnen konnten. Dieser schlechte Lauf beinhaltete eine Heimniederlage gegen den Nordwestrivalen Sligo Rovers und ein Heimspiel gegen Tabellenführer Dublin City. Obwohl er die gesamte Saison nur zwei Spiele verloren hat, kosteten Speak die neun Unentschieden den Job. Vorübergehend übernahm Speaks Co-Trainer, Sean McGowan, die Verantwortung. Er stabilisierte den Club mit zwei Siegen aus zwei Spielen, bis ein neuer Trainer gefunden wurde. Dieser wurde dann Noel King, der das letzte Drittel der Saison erfolgreich beenden sollte. Der Kader wurde verjüngt und stürmte zurück an die Spitze der Tabelle der zweiten Liga. Vier Spieltage vor Saisonende führte Finn Harps die Tabelle mit einem Punkt Vorsprung an, verlor dann aber gegen die Bray Wanderers und wurde dadurch von Dublin City überholt. Die Harps mussten erneut in die gefürchteten Play-offs. Sie siegten im Halbfinale gegen die Bray Wanderers, verloren jedoch im Finale gegen den Lokalrivalen Derry City.
Noel King war 2004 noch sechs Spiele der Trainer des Vereins, verließ den Club dann aber einvernehmlich, da dem Dubliner das Pendeln zwischen der Hauptstadt und Ballybofey zu viel wurde. Erneut wurde Sean McGowan der Interimstrainer. Zehn Tage später wurde der Ersatz vorgestellt. Der neue Trainer Felix Healy, ein ehemaliger Spieler und Trainer von Lokalrivale Derry City war. Er konnte mit seinem Heimatklub alle nationalen Titel gewinnen hatte. Für die Fans von Finn Harps war dies ein Schock, da sie die Entscheidung des Vorstands sehr mutig fanden, jemand die Führung des Vereins zu überlassen, der eine Vergangenheit beim härtesten Konkurrenten des Vereins hatte.
Im Jubiläumsjahr des Vereins gewann Healy jedoch den ersten Meistertitel in der zweiten Liga und schaffte den Aufstieg in die Premier Division, der den meisten Trainern vor ihm entgangen war. Doch in der folgenden Saison tat sich der Verein in der Premier Division sehr schwer und Healy wurde im Juli entlassen. Anthony Gorman erklärte sich bereit, bis zum Ende der Saison Spielertrainer zu werden. Am Ende der Saison 2005, als Finn Harps direkt wieder abstieg, erklärte sich Gorman bereit, die Trainer-Position auf einer vollständig zu übernehmen. Jedoch scheiterten seine Versuche in der Saison 2006, den Verein zum Aufstieg zu führen und er verließ den Verein nach weniger als einem Jahr.
Im Jahr 2007 übernahm Paul Hegarty die Leitung des Teams. Der Club musste wegen finanzieller Schwierigkeiten alle seine Spieler zum Verkauf anbieten und geriet deswegen gegen in den Abstiegskampf der zweiten Liga. Die Saison begann dann mit einer Reihe von Niederlagen und Unentschieden, aber eine lange Siegesserie brachte die Harps auf den zweiten Platz in der Liga, sie beendeten die Saison nur einen Punkt hinter den Cobh Ramblers. Mit einem 2:0-Sieg gegen Dundalk erreichten sie das Playoff-Finale, in dem sie nach Hin- und Rückspiel mit 6:3 gegen Waterford United gewannen. Dies bedeutete den erneuten Aufstieg in die Premier Division.
Im Jahr 2008 begannen die Harps wieder mit der Umstellung von einem halbprofessionellen Teilzeitclub zu einem Vollzeit-Club. Zu Saisonbeginn waren 16 Vollzeitspieler im Kader. Obwohl die Umwandlung erfolgreich war, sind die Finn Harps am letzten Spieltag abgestiegen. Trotz einem Sieg an diesem, war es der Galway Uniteds-Sieg, der das Schicksal der Harps am Ende besiegelte. 2009 spielten die Finn Harps dann wieder halbprofessionell in der FAI First Division, der zweiten irischen Liga.

### Aufwind trotz schwieriger Zeiten
Am 11. Mai 2009 verließ Paul Hegarty den Club aus „persönlichen Gründen“ und wurde von James Gallagher als Trainer abgelöst.
Am 3. Mai 2011 übernahm Peter Hutton die Führung zusammen mit dem ehemaligen nordirischen Nationalspieler Derry City-Spieler Felix Healy. Hutton wurde zum neuen Trainer ernannt, während Healy, der zum Verein zurückkehrte die Rolle des Sportdirektors im Club übernahm. Nach dem letzten Heimspiel der Saison 2013, einem 3:2-Sieg gegen Meister Athlone Town, kündigte Peter Hutton seinen Rücktritt als Trainer an.
Am 25. November 2013 wurde der gebürtige Galway und ehemalige Trainer von Fanad United, Ollie Horgan, zum neuen Trainer ernannt. Dieser sicherte sich in der Saison 2015 mit den Harps den Aufstieg in die erste Liga, indem sie Limerick mit einem 2:1-Gesamtsieg in der Relegation besiegten. In der Saison 2016 konnten sich die Harps den Klassenerhalt mit neun Punkten Vorsprung auf den Relegationsplatz sichern. Dies gelang ihnen in der folgenden Saison 2017 nicht. Der Verein beendete die Saison auf dem elften Tabellenplatz und stieg damit wieder in die zweitklassige First Division ab.

### Seit 2018
In der Saison 2018 gelang als Vizemeister der sofortige Wiederaufstieg in die erste Liga. In der darauffolgenden Saison konnte man sich mit gerade einmal 28 Punkten auf den Relegationsplatz retten. Das Hinspiel in der Relegation wurde mit 1:0 auswärts gegen Drogheda United verloren. Im Rückspiel konnte man im ausverkauften Finn Park unter strömendem Regen einen 2:0-Sieg feiern und blieb so Erstligist.
In den Saisons 2020 und 2021 gelang beide Male der 8. Tabellenplatz. So hatte man also nichts mit dem Abstieg zu tun. Tunde Owolabi schoss in der Saison 2021 10 Tore und war damit maßgeblich am Klassenerhalt beteiligt. Nach diesen erfolgreichen Jahren wurde man in der Saison 2022 Letzter der Premier Division und stieg mit 6 Punkten Rückstand auf den Relegationsplatz wieder in die zweitklassige First Division ab. Aufgrund dieses Abstiegs wurde auch der langjährige Trainer Ollie Horgan entlassen, der die Harps 9 Jahre lang trainierte.
Nach diesem Abstieg steht man aktuell immer noch in Liga 2. In der Saison 2023 landete man enttäuschend auf dem 9. Platz und hatte so mehr mit dem Abstieg als mit dem Aufstieg zu tun. Etwas besser wurde es, als man in der Saison 2024 Platz 6 erreichte und sich langsam in der zweiten Liga etablierte.

## Trikots und Wappen
Die traditionellen Trikot-Farben der Harps sind blau und weiß. In ihrer ersten Saison in der League of Ireland spielten sie in weißen Trikots und blauen Shorts. Ihr Ausweichtrikot war komplett grün. Seitdem haben Harps immer in weißen oder blauen Trikots gespielt. Die Auswärtsfarben variierten zwischen grün, gelb und weiß. In den Jahren 1975/76 und 1976/77 sowie 1983/84 und 1984/85 spielten die Finn Harps in blau-weißen Streifen. Im Jahr 2010 entschied sich Finn Harps für ein Jubiläum, in einem rein weißen Trikot zu spielen, dass an das Trikot der ersten Saison 1969/70 erinnerte. 2011 kehrten sie zu den standardmäßigen blauen Heimtrikots zurück.
Die Trikots werden seit Beginn der Saison 2017 von Joma hergestellt. Der Trikotsponsor der Harps ist Guild Esports gesponsert.
Die Finn Harps haben im Laufe ihrer Geschichte verschiedene Vereinswappen getragen. Alle waren nahezu kreisförmig und in der Mitte war eine Harfe zu sehen. Neuere Entwürfe sind nur modernisierte Aktualisierungen des vorherigen Wappens, da der Inhalt derselbe blieb. Jeweils links und rechts neben der traditionellen Harfe sind Fußbälle zu sehen, die ebenfalls in allen bisherigen Wappen vertreten sind. Auf dem aktuellen Wappen ist der Vereinsnamen in einer Gaelic-ähnlichen Schriftart vorzufinden. Häufig verwendete Farben in Finn Harps Wappen sind blau, grün und weiß.
Für das goldene Jubiläumsjahr des Vereins 2004 wurde ein goldenes Wappen eingeführt, das dem Gründungs-Wappen sehr ähnlich war.

## Stadion

### Finn Park
Der Finn Harps FC trägt seine Heimspiele im Finn Park aus. Dieser steht in Ballybofey, County Donegal. Der Finn Park besteht hauptsächlich aus offenen Terrassen, die den Fußballplatz umgeben. Im Jahr 2005 wurden die Terrassen aus Sicherheitsgründen renoviert. Neue Betonflächen ersetzten die alten Aussichtspunkte. Das Stadion verfügt über eine überdachte Tribüne, die 500 Sitzplätze für die Zuschauer bietet. Die den Anhängern von Gastmannschaften zugeteilte Fläche ist die Terrasse gegenüber den Sitzplätzen. Die Spielfeldgröße beträgt 110 Meter in der Länge und 80 Meter in der Breite. Der Finn Park liegt an den Ufern des River Finn und ist bei starkem Regenwetter anfällig für Staunässe.

### Das neue Stadion

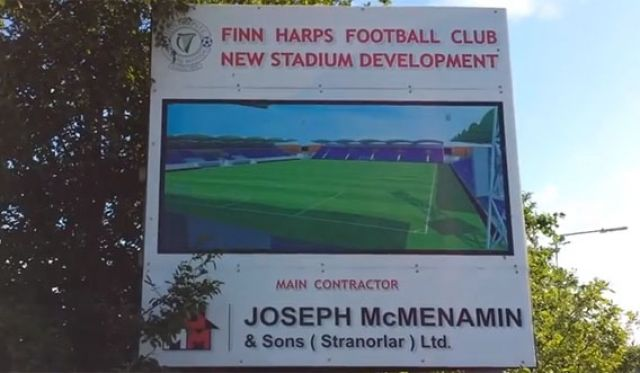
Geplante Fertigstellung: März 2019

Der Club plante den Umzug in ein neues überdachtes 6.600-Sitzplatz-Stadion direkt gegenüber des River Finn in Stranorlar, dem Nachbarort von Ballybofey. Dort sollte zudem ein regionales Entwicklungszentrum der FAI entstehen. Die Vereins-Aktionäre gaben dem Vorstand der Harps 2005 das Mandat, die Stadionpläne weiter zu verfolgen. Die Baugenehmigung wurde Mitte 2005 erteilt. Die Zustimmung zur Ausschreibung wurde dann Anfang 2006 von der Football Association of Ireland eingeholt. Die lokalen Entwickler Joseph McMenamin and Sons gewannen das Ausschreibungsverfahren und ließen ihren Vorschlag ein Jahr später genehmigen. Die Finn Harps wurden 2007 mit 750.000 Euro gefördert, um die Arbeiten im neuen Stadion aufnehmen zu können. Sie hofften, dass sie in der Saison 2013 im neuen Stadion spielen könnten, jedoch wurden die Arbeiten am neuen Stadion aufgrund der Rezession und fehlender Mittel eingestellt. Es wurde erwartet, dass die Arbeiten Anfang 2011 im Stadion wieder aufgenommen werden. Im Jahr 2012 wurde die Baugenehmigung um fünf Jahre verlängert.
Die Bauarbeiten wurden aber erst im Jahr 2014 wieder aufgenommen. Auf der Hauptversammlung des Finn Harps F.C. am 7. Mai 2017, gab der Verein bekannt, dass im Sommer 2017 erneuerte Pläne veröffentlicht werden, die vom ehemaligen Geschäftsführer der Nord-West-Tourismus Organisation, Paul McLoone, zusammengestellt wurden. Diese beinhalteten ein Stadion mit einer erwarteten Kapazität von 5.500–6.000 Plätzen, bestehend aus einer Haupttribüne mit knapp 2000 Sitzplätzen und einer weiteren Tribüne gegenüber mit 2.000–2.500 Sitzplätzen. Vervollständigt werden diese mit terrassenförmig angelegten Enden, die eine zusätzliche Stehkapazität von 1.500 Plätzen bieten. Das Stadion soll im März 2019 fertiggestellt werden.
Im Sommer 2022 genehmigte der Stadtrat einen Zuschuss von vier Mio. Euro zum Bau des Donegal Community Stadium. Minister Jack Chambers unterzeichnete den Vertrag und räumte ein weiteres Hindernis im Stadionbau aus dem Weg. Die Verband Football Association of Ireland (FAI) und die Grafschaft Donegal tragen jeweils 500.000 Euro bei. Im Mai wurden die Baupläne nochmals, in Bezug auf die Kosten, überarbeitet. Das Kosten lagen bei 11,5 Mio. Euro und wurden auf acht Mio. Euro reduziert. Jetzt liegt das Budget für den Bau bei 5,5 Mio. Euro. Der Stadtrat stimmte nur unter der Bedingung zu, dass die Finn Harps einen Teil der Kosten übernahmen werden. Die Baugenehmigung wurde bereits 2005 erteilt, doch danach geriet das Projekt ins Stocken. Das Donegal Community Stadium soll Teil des Sports Centre of Excellence werden, zu dem auch Leichtathletikanlagen, ein Schwimmbad, Fußballplätze und ein Freizeitzentrum gehören sollen. Der Club hatte für den alten Finn Park nur eine Genehmigung von der FAI erhalten, da ein neues Stadion gebaut werden soll. Das Stadion soll 6130 Plätze bieten. Die Zahl der Sitzplätze wurde halbiert, um die Kosten zu senken.

## Rivalitäten und Fans

### Rivalitäten
Die Finn Harps Anhänger haben eine Rivalität mit ihren Nachbarn im Nordwesten, Derry City FC. Diese wird auch die Nordwest-Rivalität genannt. Seit der Aufnahme von Derry in die Liga im Jahr 1985 sind die Spiele heiß umkämpft. Das aufregendste Derby zwischen den beiden Mannschaften war das Relegationsspiel 2003. Mit einem ausverkauften Brandywell Stadion und einem Finn Harps-Team, das von einem ehemaligen Derry Trainer, in Form von Noel King, trainiert wurde. Es war eine kochende Stimmung, die nach einem Tor von Liam Coyle zum 2:1 für Derry, endete. Zwischen den beiden Vereinen herrscht mittlerweile eine freundschaftliche Rivalität. Beide Vereine sind in den letzten Jahren auf Schwierigkeiten gestoßen. Dabei unterstützten sich die Rivalen gegenseitig.
Ein anderes Derby der Harps ist das mit südlichen Nachbarn Sligo Rovers. Obwohl der Sligo Rovers F.C. auch im Nordwesten von Irland angesiedelt ist, werden die jeweiligen Spiele mit diesem Team nicht als ein traditionelles Nordwest-Derby angesehen. Die Nähe zwischen Sligo und Derry hat zu der Rivalität zwischen Sligo und den Finn Harps beigetragen. Der starke Kontrast zwischen den beiden Clubs, zum einen das ländliche in Ballybofey und das städtische in Sligo und zum anderen die großen Unterschiede im Erfolg, hat die Rivalität zugespitzt. Die Fans beider Vereine singen oft über den jeweils anderen Club. Viele Spieler haben für beide Vereine gespielt. Der bekannteste von denen ist Kevin McHugh.
Die Harps haben eine gute Beziehung zu den Shamrock Rovers. Die Clubs haben sich in der Vergangenheit finanziell unterstützt, und die Fans beider Vereine singen zusammen, wenn die Clubs gegeneinander spielen.

### Fans
Die Hymne des Clubs „The Finn Harps Song“ wird oft von den Anhängern der Clubs gesungen und ihre Texte „sie folgen ihnen in Donegal, Derry und Tyrone“ verdeutlicht, dass der Hauptkern der Harps-Unterstützung aus dem Nordwesten Irlands stammt. Der Finn Harps FC ist seit 1996 eine Aktiengesellschaft und gehört daher den Fans des Clubs. Die Aktionäre haben das Recht, an den Hauptversammlungen des Clubs, einschließlich der Generalversammlung, teilzunehmen und wichtige Entscheidungen, die den Club betreffen, per Wahl zu entscheiden.
Alle Aktionäre haben auch das Recht, sich für die Wahl in den Vorstand aufstellen zu lassen, sobald sie einen korrekten Antrag gestellt und einen Partner gefunden haben. Alle Mitglieder haben, unabhängig davon, wie viele Anteile sie besitzen, in den Hauptversammlungen eine einzige Stimme. Jeder ist berechtigt, eine Aktie im Wert von 317,50 € zu kaufen.

## Europapokalbilanz
| Saison  | Wettbewerb                  | Runde    | Gegner       | Gesamt | Hin       | Rück    |
| ------- | --------------------------- | -------- | ------------ | ------ | --------- | ------- |
| 1973/74 | UEFA-Pokal                  | 1. Runde | FC Aberdeen  | 2:7    | 1:4 (A)   | 1:3 (H) |
| 1974/75 | Europapokal der Pokalsieger | 1. Runde | Bursaspor    | 2:4    | 2:4 (A)   | 0:0 (H) |
| 1976/77 | UEFA-Pokal                  | 1. Runde | Derby County | 01:16  | 00:12 (A) | 1:4 (H) |
| 1978/79 | UEFA-Pokal                  | 1. Runde | FC Everton   | 00:10  | 0:5 (H)   | 0:5 (A) |

Gesamtbilanz: 8 Spiele, 1 Unentschieden, 7 Niederlagen, 5:37 Tore (Tordifferenz −32)

## Wichtige Vereinspersönlichkeiten
- Brendan Breadley, Rekordtorschütze für die Harps und in der Liga
- Con McLaughlin, meiste Einsätze für die Finn Harps
- Brian Wright, erster Profispieler des Vereins
- Paddy McGrory, schoss das zweite Tor der Harps in der League of Ireland
- John Gerard McGettigan, gewann viele Auszeichnungen als Harps-Spieler
- Ray Kenny, ehemaliger Verteidiger des Vereins
- Ollie Horgan, ehemaliger Trainer des Vereins

## Erfolge
- Irischer Pokalsieger (1): 1974
- Irischer Pokal-Finalist (1): 1998/99
- FAI Junior Cup Winners (1): 1967/68
- Liga-Pokal Finalist (3): 1973/74, 1974/75, 1984/85
- First Division Meister (1): 2004
- First Division Aufstieg (5): 1995/96, 2001/02, 2002/03, 2007, 2015
- Dublin City Cup Gewinner (1): 1971/72
- Tyler Cup Finalist (1): 1977/78
- First Division Shield Finalist (1): 1986/87
- Irischer News Pokal Gewinner (1): 1998/99
- First Division Pokal Gewinner (1): 2002/03